# Droga I/6 (Czechy)
Droga I/6 (cz. Silnice I/6) – droga krajowa I kategorii w środkowych i zachodnich Czechach. Wraz z istniejącymi fragmentami autostrady D6 łączy aglomerację Pragi przez Karlove Vary i Cheb z Niemcami. W miejscowości Pomezí nad Ohří na byłym przejściu granicznym spotyka się z niemiecką drogą B303. Na odcinku Nové Strašecí – granica krajowa szóstka jest częścią szlaku E48, natomiast między Karlovymi Varami a Chebem także trasy E49.